# San Silvestre (Venezuela)
Pour les articles homonymes, voir San Silvestre.
San Silvestre est la capitale de la paroisse civile de San Silvestre de la municipalité de Barinas dans l'État de Barinas au Venezuela.